# Enrique María Repullés y Vargas
Enrique María Repullés y Vargas (Madrid, 30 d'octubre de 1845 - Madrid, 13 de setembre de 1922, fou un arquitecte espanyol, membre de la Reial Acadèmia de San Fernando, de la qual va arribar a ser secretari.
Va ser l'arquitecte oficial de la Casa Reial espanyola i de l'Arxidiòcesi de Toledo. Va ser l'autor d'obres com ara:
- La basílica de Santa Teresa d'Alba de Tormes (Salamanca) (inacabada).
- Temple parroquial d'Hortaleza.Primera església d'estil neomudéjar (1877)
- El reixat que tanca la Plaça de l'Armeria del Palau Reial de Madrid (1892).
- El Palau de la Borsa de Madrid. Repullés va guanyar el concurs convocat per la Junta d'Obres de la Borsa de Madrid el 1884, presentant un projecte que prenia com a model l'edifici de la Borsa de Viena creat per Theophil Edvard Freiherr von Hansen. Va ser inaugurat el 1893.
- Cases de fusta d'estil tirolès al Campo del Moro (Madrid) (1898).
- Casa Consistorial de Valladolid. Les obres d'aquest edifici van començar el 1892 segons els plans de l'arquitecte local Antonio Iturralde, que havia guanyat el concurs d'idees. El projecte es va modificar sis anys després quan en morir Iturralde es va fer càrrec del projecte Enrique Repullés. Aquest va fer enderrocar tot l'efectuat fins al moment de l'anterior projecte d'Iturralde i va construir un nou edifici eclèctic. Es va inaugurar el 1908.
- L'Església de Santa Cristina al Barri de Puerta del Ángel a Madrid, edificada entre 1904 i 1906, d'estil neomudéjar, a pocs metres de la qual hi ha un carrer que l'Ajuntament de Madrid li va dedicar. Presenta una sola nau.

També va restaurar monuments, entre d'altres la Catedral d'Àvila o la Basílica de San Vicente, també de la capital avilesa.
Va dissenyar el momument aixecat a Salamanca en honor del bisbe Tomás Cámara (1847-1904), inaugurat el 17 de maig de 1910.
- Casa Consitorial a la Plaça Major de Valladolid.
- Palau de la Borsa de Madrid.
- Reixa de tancament de la Plaça de l'Armería del Palau Reial de Madrid (1892).
- Església de Santa Cristina, al Passeig d'Extemadura de Madrid, construïda entre els anys 1904 i 1906.